# Jornada de Esperança
Jornada de Esperança (Greybeard no original) é um romance de ficção científica escrito pelo autor britânico Brian Aldiss, publicado em 1964.

## Sinopse
Situado décadas após a esterilização da população da Terra devido a testes com bombas nucleares conduzidos na órbita do planeta, o livro mostra um mundo em esvaziamento, ocupado por uma população envelhecida e sem filhos.

## Edições
Desde a sua primeira edição pela Faber & Faber e Harcourt, Brace and World em 1964, o livro teve inúmeras reimpressões e traduções, incluindo romeno, norueguês, japonês, neerlandês, sueco,esloveno, polonês, português, tcheco, dinamarquês, espanhol, alemão e francês. Ele foi incluído na série de reimpressão de ficção científica de Gollancz, SF Masterworks.

## Recepção crítica
O livro está incluído na lista "Ficção Científica: Os 100 melhores romances", de David Pringle, editor da revista Interzone.